# Мотия
Мотия (на гръцки: Μοτύα; на италиански: Mozia; на сицилиански: Mozzia) е остров на западните брегове на Сицилия, който муниципално се отнася към Марсала.
Мотия е малък остров (850 на 750 метра), на който елините, а по Тукидид — финикийците построяват град, който през античността е бил съединен със Сицилия посредством мост.

## История
През 398 г. пр.н.е. Дионисий I Стари напада изненадващо финикийския град Мотия и го обсажда, въпреки подкрепата на картагенския флот командван от Химилкон II.
През XI век на острова се заселват монаси-базилианци, а Мотия се казвала Сан-Панталео.
Днес островът, ведно със съседните му от архипелага, е включен в природно-културен резерват.[кога?]